# Анђелика Стоикан
Анђелика Стоикан (рум. Angelica Stoican; Прежна, 30. новембар 1945) румунска је певачица и извођачица румунске народне музике.

## Биографија
Анђелика Стоикан је рођена 30. новембра 1945. године у селу Прежна у жупанији Мехединци у Краљевини Румунији. Рођена је као друго дете Еуђеније и Николаја Стоикана. Своје образовање започела је у Прежни, а наставила на лицеју „Штефан Плавац” у Оршави и потом на универзитету Хиперион у Букурешту. На универзитету завршила је студије етномузикологије и фолклора на класи Мариоаре Мурареску. Такође, 2009. године је завршила Факултет за новинарство, комуникацију и односе са јавношћу при Универзитету Спиру Харет у Букурешту.
Након завршетка студија, Анђелика се вратила у свој родни крај где је седам година радила као учитељица певања по селима жупаније Мехединци. У младости је углавном наступала на локалним манифестијама, а посебну пажњу је привукла наступајући у емисији Floarea din grădină у којој је освојила специјалну награду. То је представљало одскочну даску у Анђеликиној каријери, уследили су бројни фестивали и такмичења, а потом је постала чланица ансамбла Чокарлија из Букурешта 1983. године. У ансамблу се задржала само три године односно до 1985. године, а разлог за напуштање ансамбла није желела да открије. Наступала је широм Румуније и шире, а њено извођење је добијало похвале значајних музичара, музичких критичара, књижевника али и политичара.
Године 1979. постала је члан фолклорне групе Изверна са којом је снимила преко 30 аутентичних традиционалних песама. Године 1986. је проглашена за уметницу године у оквиру доделе награда за Личности године.
Анђелика Стоикан је проглашена за почасну грађанку Оршаве и Дробета-Турну Северина.
Анђелика има двоје деце, Адријану и Никулину.

## Награде
Неке од најзначајних награда које је Анђелика добила током каријере су:
- Награда Удружења композитора на Националном фестивалу фолклора Марија Танасе
- Трофеј
- Награда за друго место у емисији
- Награда за прво место на Фестивалу румунских песама Мугурел
- Награда за прво место на Фестивалу Cântec Nou у жупанији Мехединци
- Личност године 1986.
- Награда Ethnos за уметничку делатност и аутентичан репертоар
- Награда за изврсност додељена од стране Румунске телевизије поводом прославе 50 година постојања

## Дискографија
Анђелика Стоикан је сарађивала са дискографском кућом Electrecord и Румунском телевизијом са којима је издала 13 дискова са преко 300 песама.
Дискографија Анђелике Стоикан се састоји из следећих албума:
- (1974)
- (1977)
- (1980)
- (1981)
- (1985)
- (1986)
- (1991)
- (1993; са ћерком Никулином Стоикан)
- (1998)
- (2003)
- (2006)